# My Early Burglary Years
My Early Burglary Years är ett samlingsalbum av Morrissey, utgivet i september 1998

## Låtförteckning
1. Sunny
2. At Amber
3. Cosmic Dancer
4. Nobody Loves Us
5. Swallow on My Neck
6. Sister I'm a Poet
7. Black-Eyed Susan
8. Michael's Bones
9. I'd Love To
10. Reader Meet Author
11. Pashernate Love
12. Girl Least Likely To
13. Jack the Ripper
14. I've Changed My Plea to Guilty
15. The Boy Racer
16. Boxers